# Plainfield (Illinois)
Plainfield és una població dels Estats Units a l'estat d'Illinois. Segons el cens del 2007 tenia 37.334 habitants.

## Demografia
Segons el cens del 2000, Plainfield tenia 13.038 habitants, 4.315 habitatges, i 3.521 famílies. La densitat de població era de 433,6 habitants/km².
Dels 4.315 habitatges en un 47,3% hi vivien nens de menys de 18 anys, en un 73,6% hi vivien parelles casades, en un 5,7% dones solteres, i en un 18,4% no eren unitats familiars. En el 14,8% dels habitatges hi vivien persones soles el 4,2% de les quals corresponia a persones de 65 anys o més que vivien soles. El nombre mitjà de persones vivint en cada habitatge era de 3,01 i el nombre mitjà de persones que vivien en cada família era de 3,37.
Per edats la població es repartia de la següent manera: un 31,9% tenia menys de 18 anys, un 6,3% entre 18 i 24, un 36,2% entre 25 i 44, un 19,4% de 45 a 60 i un 6,3% 65 anys o més.
L'edat mediana era de 33 anys. Per cada 100 dones de 18 o més anys hi havia 96,7 homes.
La renda mediana per habitatge era de 80.799 $ i la renda mediana per família de 86.417 $. Els homes tenien una renda mediana de 59.328 $ mentre que les dones 35.861 $. La renda per capita de la població era de 28.242 $. Aproximadament l'1% de les famílies i l'1,8% de la població estaven per davall del llindar de pobresa.

## Poblacions properes
El següent diagrama mostra les poblacions més properes.